# Ритова Галина Михайлівна
Ритова Галина Михайлівна (10 вересня 1975) — російська ватерполістка і плавчиня.
Бронзова призерка Олімпійських Ігор 2000 року, учасниця 2004 року.
Бронзова призерка Чемпіонату Європи з водного поло 1999, 2001 років.
Срібна призерка Азійських ігор 2010 року.